# Adesmia longipes
Adesmia longipes es una especie de planta floral del género Adesmia, categorizada en la tribu Dalbergieae, de la familia Fabaceae.

## Distribución
Especie nativa de Argentina y Chile. Crece en el bioma templado.

## Taxonomía
Fue descrita por Phil. y publicada en Linnaea 28: 630 (1857).